# Huracán Luis
El huracán Luis fue un ciclón tropical de larga duración y gran alcance, el huracán más fuerte que tocó tierra y el tercero más intenso registrado durante la temporada de huracanes del Atlántico de 1995. La tormenta, junto con Humberto, Iris y Karen, fue uno de los cuatro sistemas tropicales simultáneos en la cuenca atlántica. El sistema se formó a partir de una onda tropical al sur de las islas de Cabo Verde, al oeste de África, el 28 de agosto y alcanzó la categoría de tormenta tropical el 29 de agosto. Alcanzó la categoría de huracán el 31 de agosto y posteriormente se convirtió en un huracán de categoría 4 con una velocidad de 230 km/h (140 mph). Luis afectó las Islas de Sotavento con esta intensidad del 4 al 6 de septiembre. Cuando Luis tocó tierra en Terranova, se había debilitado a huracán de categoría 1 y luego se volvió extratropical el 11 de septiembre.
Luis causó graves daños en Antigua, San Bartolomé, la isla de San Martín y Anguila al afectar Bermudas. La tormenta causó 19 muertes confirmadas, dejó a casi 20.000 personas sin hogar (principalmente en Anguila, Barbuda y San Martín) y afectó a más de 70.000 personas. Los daños totales se estimaron en 3.300 millones de dólares (USD de 1995) en las zonas afectadas.

## Historia meteorológica
El 26 de agosto de 1995, una zona de tiempo alterado asociada a una onda tropical emergió sobre el océano Atlántico oriental, entre la costa occidental de África y las Islas de Cabo Verde. Se formó un centro de circulación de bajo nivel que se desplazó hacia el oeste hasta desarrollar una baja presión superficial débil el 27 de agosto. Alrededor de las 12:00 UTC del 27 de agosto, el Centro Nacional de Huracanes (NHC) designó el sistema como depresión tropical Trece. Treinta y seis horas después, el 29 de agosto, el Centro Nacional de Huracanes (NHC) elevó la categoría del sistema a tormenta tropical Luis. Aunque la actividad convectiva fluctuó durante los dos días siguientes debido a una cizalladura del viento cercana, la tormenta continuó intensificándose a medida que aumentaba la presión. Cuando la cizalladura del viento cedió, comenzó a formarse un ojo y el sistema alcanzó la categoría de huracán el 31 de agosto. Dieciocho horas después, fue clasificado como huracán mayor de categoría 3.
A medida que avanzaba hacia el norte-noroeste, el huracán Luis continuó fortaleciéndose y se convirtió en un huracán de categoría 4 en la escala Saffir-Simpson el 2 de septiembre. Al virar más hacia el oeste, el ciclón mantuvo una velocidad lenta y rectilínea, y la intensidad fue confirmada por un vuelo de reconocimiento el 3 de septiembre. En el momento del vuelo, Luis se encontraba aproximadamente a 870 km (540 millas) al este de las Antillas Menores. La tormenta comenzó a acelerar ligeramente a medida que avanzaba por una dorsal subtropical, debido a que la tormenta tropical Karen fue absorbida por la más fuerte Iris. Al acercarse a las Antillas Menores el 4 de septiembre, Luis había experimentado un campo de vientos de entre 555 y 587 km (345 y 365 millas) de diámetro. En la mañana del 5 de septiembre, las islas de Dominica y Guadalupe, que experimentaron vientos huracanados en la costa noreste de Grande-Terre y La Désirade, se vieron relativamente a salvo de la tormenta. Sin embargo, el ojo del huracán rozó Antigua y pasó directamente sobre Barbuda mientras se debilitaba lentamente. Durante este tiempo, la tormenta avanzó lentamente hacia el noroeste, causando daños moderados en Montserrat, San Cristóbal y Nieves, San Eustaquio y Saba. Más tarde, Luis se movió a lo largo de San Bartolomé, San Martín, y finalmente cruzó Anguila, donde se estimó que los vientos más poderosos dentro de la pared del ojo alcanzaron 135 mph (217 km/h), y su presión central había caído de 945 a 942 mbar (27,9 a 27,8 inHg).
Luis mantuvo su intensidad de categoría 4 hasta el 7 de septiembre, cuando se situó aproximadamente a 240 km (150 mi) al norte de Puerto Rico. Tras siete días consecutivos como huracán mayor, con vientos máximos sostenidos de al menos 185 km/h (115 mph) desde el 1 de septiembre, la tormenta volvió a curvarse gradualmente sobre el Atlántico norte como huracán de categoría 2, con vientos que descendieron a 180 km/h (110 mph). El 9 de septiembre, el centro de la tormenta pasó 200 millas (320 kilómetros) al oeste de Bermudas, causando daños menores. Más tarde ese día, la tormenta comenzó a acelerar mientras viajaba hacia el noreste, por delante de una fuerte vaguada ubicada al noroeste de Luis. En la tarde del 10 de septiembre, Luis comenzó a experimentar una transición extratropical mientras se acercaba rápidamente a la costa canadiense. Debido al rápido movimiento de la tormenta, no se produjo un debilitamiento significativo hasta que Luis se encontraba en una latitud inusualmente alta. El Centro Nacional de Huracanes (NHC) informó que la presión central de la tormenta disminuyó a 961 mbar (28,4 inHg) y que los vientos sostenidos no superaron los 140 km/h (90 mph).
Luis mantuvo esta intensidad hasta el 11 de septiembre, cuando llegó a la península de Avalon, en el este de Terranova, donde el aire frío y seco se consolidó en su circulación y el sistema comenzó a fusionarse con la vaguada que se aproximaba. El Centro Nacional de Huracanes (NHC) emitió su último aviso sobre el huracán Luis a las 09:00 UTC del 11 de septiembre de 1995. El huracán se desplazó a casi 105 km/h (65 mph) hacia el noreste antes de transformarse en un ciclón extratropical. Los restos extratropicales persistieron durante 30 horas más sobre el océano Atlántico Norte antes de ser absorbidos por la vaguada cercana a la costa sur de Groenlandia a última hora del 12 de septiembre.

## Preparativos
Tres días antes de pasar sobre las Antillas Menores del norte, Luis se convirtió en huracán de categoría 4 y se pronosticaba que evitaría zonas muy al norte, siguiendo la trayectoria de Humberto y Karen. Sin embargo, al acercarse Karen a Iris, se debilitó y fue absorbida por la tormenta más fuerte. Esto, junto con la dorsal subtropical cercana, terminó dirigiendo a Luis hacia el oeste.

### Caribe
Debido a su movimiento lento, Luis les dio a las autoridades locales tiempo suficiente para prepararse. Antes de la llegada de la tormenta, se declararon un total de 17 alertas y avisos de ciclón tropical en varias áreas del Caribe. Durante el transcurso del 3 de septiembre, Antigua, Barbuda, Nevis, San Cristóbal, San Martín, Saba, San Eustaquio, Dominica, Guadalupe y San Bartolomé fueron puestos bajo vigilancia de huracán. A las 00:00 UTC del 4 de septiembre, esto se elevó a una alerta de huracán para la región desde Antigua hasta San Martín, y a una alerta de tormenta tropical para Dominica y Guadalupe. Seis horas después, las Islas Vírgenes Británicas y de los Estados Unidos, así como Puerto Rico, fueron puestos bajo vigilancia de huracán. Para las 21:00 UTC, esas regiones habían sido elevadas a alerta, al igual que San Bartolomé, San Martín y Dominica, con Santa Lucía y Martinica bajo una alerta de tormenta tropical.
A las 12:00 UTC del 5 de septiembre, se suspendió la alerta de tormenta tropical para Santa Lucía, y nueve horas después, Dominica se degradó a alerta de tormenta tropical. Del 6 al 8 de septiembre, todas las alertas se redujeron o se suspendieron. Bermudas recibió una alerta de tormenta tropical a las 21:00 UTC del 7 de septiembre. Esta alerta se elevó a alerta a las 15:00 UTC del día siguiente y se suspendió a las 09:00 UTC del 10 de septiembre.

### Canadá
El Centro Canadiense de Huracanes comenzó a emitir alertas la mañana del 8 de septiembre, unas 48 horas antes de la entrada de Luis en su área de cobertura, ya que la trayectoria de la tormenta comenzaba a desviarse hacia el este de Florida. El Centro Marítimo del Servicio Meteorológico de Canadá emitió alertas para las zonas afectadas el 9 de septiembre, 36 horas antes de la llegada de la tormenta.

## Impactos

### Antillas Menores
| Condado Región         | Víctimas mortales | Daños               | Ref(s)        |
| ---------------------- | ----------------- | ------------------- | ------------- |
| Antigua y Barbuda      | 3                 | $350 millones       | [ 1 ]         |
| Guadalupe              | 1                 | $50 millones        | [ 1 ] [ 10 ]  |
| Dominica               | 2                 | $47 millones        | [ 1 ] [ 11 ]  |
| Montserrat             | 0                 | $20 millones        | [ 10 ]        |
| San Cristóbal y Nieves | 0                 | $197 millones       | [ 1 ]         |
| San Martín             | 1                 | >$350 millones      | [ 1 ]         |
| San Martín             | 8                 | $1.8 mil millones   | [ 1 ]         |
| Puerto Rico            | 2                 | $200 millones       | [ 1 ] [ 10 ]  |
| Estados Unidos         | 1                 | $1.9 millones       | [ 12 ] [ 13 ] |
| Islas Vírgenes         | 0                 | $300 millones       | [ 10 ]        |
| Terranova              | 1                 | $0.5 millones       | [ 1 ]         |
| Total                  | 19                | ~$3.31 mil millones |               |

En general, los fuertes vientos y las fuertes lluvias causadas por Luis causaron graves daños a cultivos y propiedades en las Islas de Sotavento. Debido a la falta de informes de algunas zonas afectadas, se desconoce el monto exacto de los daños causados por la tormenta, pero se estima en US$3 mil millones.

#### Antigua y Barbuda
Como consecuencia del impacto directo del huracán de categoría 4, Barbuda experimentó 217 km/h (135 mph) y más de 25 cm (10 pulgadas) de lluvia, lo que contribuyó a causar daños muy cuantiosos. Según Lester Bird, primer ministro de Antigua y Barbuda, el 70% de las viviendas de Barbuda resultaron dañadas o destruidas, y casi el 45 % de las viviendas de Antigua resultaron dañadas o destruidas por el huracán a su paso a casi 48 km (30 millas) al norte de la isla. En las islas, numerosos habitantes sufrieron cortes de electricidad y la interrupción de los sistemas de agua. La tormenta causó tres muertos y 165 heridos. 32.000 habitantes de ambas islas se vieron gravemente afectados: 1.700 se vieron obligados a buscar refugio y aproximadamente 3.000 se quedaron sin hogar. Una estación estadounidense en Antigua perdió su equipo de registro de viento cuando las ráfagas alcanzaron los 235 km/h (146 mph) y la presión mínima los 971 mbar (28,7 inHg), mientras que un radioaficionado reportó una ráfaga no confirmada de 282 km/h (175 mph) en Barbuda. En todo el país, los daños totales causados por la tormenta se estimaron en 350 millones de dólares, equivalentes al 60 % del Producto Interno Bruto (PIB), y la mayor parte de los daños se registraron en Barbuda.

#### Guadalupe
Luis causó algunos daños a su paso a cerca de 105 km (65 millas) al norte de Guadalupe, principalmente en Grande-Terre. Las condiciones con fuerza de huracán provocaron daños moderados en viviendas y techos, árboles arrancados de raíz y una grave erosión de las playas. La región de Basse-Terre, por su parte, sufrió daños menores, excepto en los cultivos de banano, que sufrieron daños de casi el 90 %, y en los cultivos de caña de azúcar del norte, casi el 20 %. En general, se registraron de 13 a 28 cm (5 a 11 pulgadas) de lluvia en las islas, mientras que en las regiones montañosas se registraron hasta 51 cm (20 pulgadas). La precipitación más alta en un período de 48 horas se registró en La Grande Soufrière, donde 58,2 cm (22,91 pulgadas) de lluvia dañaron las carreteras de la costa oeste y arrasaron casas.
La oficina meteorológica de Raizet registró vientos sostenidos de 77 km/h (48 mph), con ráfagas cercanas a los 105 km/h (65 mph). También informó de un descenso de la presión mínima a 994 mbar (29,4 inHg) entre las 3:00 y las 4:00 h del 5 de septiembre, y un total de 178 milímetros (7,0 inHg) de lluvia durante todo el período. Solo La Deseada, la isla más oriental, registró vientos huracanados de 121 km/h (75 mph) y una ráfaga sostenida de 143 km/h (89 mph) entre las 3:00 y las 4:00 h del 5 de septiembre, con una presión de 992 mbar (29,3 inHg). La tormenta cobró la vida de un turista francés de 19 años, quien fue arrastrado por las fuertes olas en un muelle al este de Saint-François. Los daños totales se estimaron en 250 millones de francos (50 millones de dólares estadounidenses), principalmente en cultivos y carreteras.

#### San Bartolomé
Las islas sufrieron grandes daños por vientos de 217 km/h (135 mph) cuando el huracán pasó al menos a 32 km (20 millas) al norte de San Bartolomé. La estación meteorológica principal registró ráfagas de viento de 160 km/h (100 mph) antes de que se rompiera el anemómetro, mientras que otras estaciones sugieren velocidades de viento de 201 km/h (125 mph) y ráfagas de hasta 249 km/h (155 mph). Esta diferencia en la medición puede deberse a los efectos locales producidos por el terreno montañoso de la isla y a que la aeronave tomó muestras de los vientos a un nivel por encima de la región de vientos máximos. Además, la presión mínima registrada fue de 948 mbar (28,0 inHg) cuando la tormenta realizó su aproximación más cercana y se mantuvo por debajo de 1000 mbar (30 inHg) durante al menos 24 horas.

#### Isla de San Martín
La pared del ojo de Luis pasó a una distancia de 24 a 32 km (15 a 20 millas) al noreste de la isla de San Martín, causando daños extensos y catastróficos en el 60 % de la zona, especialmente en el lado neerlandés. Se registraron 17 cm (6,5 pulgadas) de lluvia en el territorio de la isla durante 48 horas, y la tormenta generó varios tornados F3.

###### Colectividad francesa
En la bahía de Grand Case, las fuertes condiciones del mar y los fuertes vientos causaron daños o la destrucción del 90% de las viviendas. Otras localidades, como el Barrio Francés y Marigot, también reportaron daños cuantiosos en viviendas y vegetación. Al menos el 50% de las viviendas en la Colectividad de San Martín resultaron dañadas, dejando entre 950 y 2,000 residentes sin hogar.
La oficina meteorológica del aeropuerto de Grand Case-Espérance estimó algunas ráfagas de viento superiores a 210 km/h (130 mph), mientras que un anemómetro no oficial en el puerto de Marigot registró ráfagas de viento de 203 km/h (126 mph) antes de que el instrumento se derrumbara. Se reportó la muerte de una persona y, debido a la falta de seguros, el coste preliminar del huracán Luis en la Colectividad Francesa fue de 2000 millones de francos (300 millones de euros o 350 millones de dólares estadounidenses) en daños.

###### San Martín
La parte sur de la isla, Sint Maarten, de propiedad holandesa, sufrió daños más catastróficos que el extremo norte francés. Los vientos más fuertes tocaron tierra en el lado holandés, y la capital, Philipsburg, quedó devastada al menos en un 70% por la tormenta. Las inundaciones causadas por Luis afectaron la Gran Laguna Salada, que inundó varias calles.
Del 70% de las viviendas dañadas por la tormenta, casi el 15% quedaron inhabitables, incluyendo negocios, iglesias, la terminal principal del aeropuerto, algunas escuelas y cuatro hoteles. Más de 5,000 haitianos que vivían en el barrio holandés se quedaron sin hogar, mientras que algunos pueblos de la isla pasaron casi tres meses sin agua ni electricidad. De las 1,500 embarcaciones refugiadas en la laguna de Simpson Bay, casi 1,300 (el 85%) se hundieron o encallaron. El número oficial de muertos en Sint Maarten fue de ocho, con la posibilidad de que haya más muertes por ahogamiento en la laguna.
El Aeropuerto Princesa Juliana registró vientos sostenidos de 140 km/h (87 mph), con ráfagas máximas de hasta 183 km/h (114 mph). La presión barométrica, en su nivel más bajo, se situó entre 963 y 964 mbar (28,4 y 28,5 inHg). Vientos con fuerza de tormenta tropical azotaron la isla durante aproximadamente 21 horas, mientras que vientos sostenidos con fuerza de huracán se prolongaron hasta ocho horas, a medida que el huracán avanzaba con una velocidad mínima de entre 11 y 14 km/h (7 y 9 mph). Los daños totales en el lado neerlandés fueron catastróficos, con un total aproximado de 1800 millones de dólares estadounidenses, y Luis fue el huracán más devastador que azotó las islas desde el huracán Donna en 1960.

#### Anguila
El ojo del huracán pasó sobre el extremo noreste de Anguila. Si bien su ubicación geográfica indica que la isla probablemente habría sufrido daños más graves que San Martín, aún se desconoce la magnitud total de los daños. Luis fue el peor huracán que sufrió la isla desde el huracán Donna en 1960.

#### San Cristóbal y Nieves
El ojo de Luis pasó a casi 80 km (50 millas) al noreste de San Cristóbal y Nieves, causando una grave erosión de las playas, daños moderados a las viviendas y dejando al menos a 2.000 residentes sin hogar. La tormenta dañó aún más la vegetación local y parte de la infraestructura vial, debido principalmente al deficiente sistema de agua de las islas. Los daños totales alcanzaron los 197 millones de dólares.

#### Dominica
Vientos con fuerza de tormenta tropical de aproximadamente 64 km/h (40 mph) afectaron a Dominica desde la mañana hasta la tarde del 5 de septiembre. La presión más baja registrada se situó entre 1003 y 1005 mbar (1003 y 1005 hPa). Al pasar el ojo de Luis casi 201 km (125 millas) al norte, la mayor parte de los daños sufridos en Dominica afectaron a los cultivos de banano, que ya habían sufrido daños por el paso previo de Iris. Si bien los daños generales fueron bastante leves, la erosión de las playas fue común, y Luis afectó a varios hoteles de playa y carreteras costeras. El fuerte oleaje en las costas noreste y oeste afectó localidades como Marigot, Roseau y Portsmouth, dejando a unos 1.000 residentes sin hogar. Finalmente, se confirmó la muerte de un pescador debido a las malas condiciones del mar. Sólo los daños materiales causados por Luis se estimaron en 47 millones de dólares, mientras que los efectos combinados de Luis, Iris y el huracán Marilyn, que azotó diez días después, totalizaron 184 millones de dólares.

### Puerto Rico
Luis pasó a 120 millas (190 kilómetros) al noreste de Puerto Rico, causando daños menores en el este. Además se reportaron dos muertes en la isla como consecuencia de las prisas para prepararse para la llegada de la tormenta.

### Bermuda

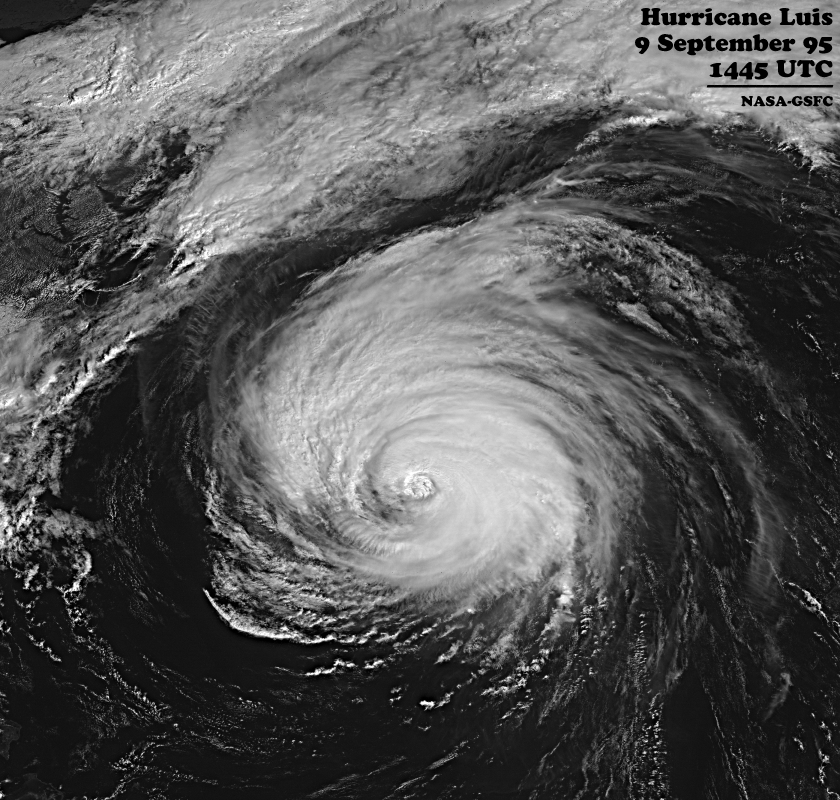
Luis, al oeste de las Bermudas

Bermudas reportó vientos sostenidos de hasta 74 km/h (46 mph). En alta mar, la tormenta produjo olas de casi 30 m (100 pies) de altura. En total, se reportaron pocos o ningún daño en la isla.

### Este de Estados Unidos y alta mar
El mar agitado causado por la tormenta afectó la costa este de los Estados Unidos, provocando erosión de la playa y daños a dos estructuras costeras en Fire Island. El oleaje alto, en combinación con la marea alta, causó una importante erosión de las playas e inundaciones costeras. El 7 de septiembre, las corrientes de resaca generadas por Luis causaron la muerte de una persona cerca de Corncake Inlet, Carolina del Norte. En el condado de Brunswick, Carolina del Norte, ocho casas fueron arrasadas por las olas y se perdieron 12 metros de playa. En los condados cercanos de Hyde, Carteret y Onslow, olas de hasta 5,2 metros arrasaron 10 metros del muelle Triple S en Atlantic Beach, destruyéndolo por completo. Las pérdidas totales en Carolina del Norte ascendieron a 1,9 millones de dólares. En Nueva York, el mar embravecido socavó y destruyó una casa y provocó la muerte de una persona que nadaba en las altas olas.

### Canadá Atlántico

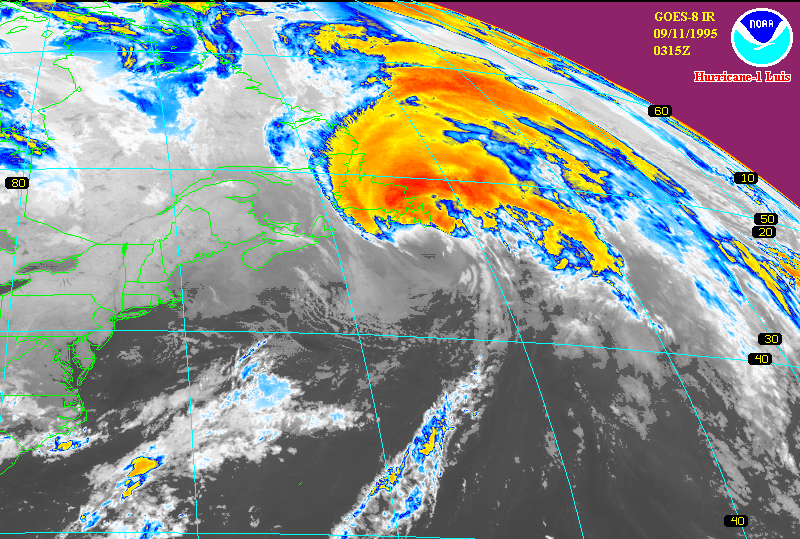
El huracán Luis toca tierra en Canadá

El 11 de septiembre, una ola gigante provocada por Luis golpeó al transatlántico Queen Elizabeth 2 cuando se encontraba a unas 200 millas náuticas (370 km; 230 millas) al sur del este de Terranova. Una boya canadiense cercana registró una ola de 98 pies (30 m) aproximadamente al mismo tiempo.[1] Aunque el barco no sufrió daños significativos, su llegada a Nueva York se retrasó considerablemente.
En todo el este de Terranova, el sistema dejó caer entre 61 y 119 mm de lluvia al tocar tierra como huracán de categoría 1. Los vientos del noroeste alcanzaron los 130 km/h (81 mph). La tormenta causó daños menores a la gran provincia, con inundaciones que costaron aproximadamente US$500.000 en daños. En Canadá se informó de una muerte relacionada con la tormenta.

## Consecuencias e impacto económico

### Antillas Menores
Varios organismos de las Naciones Unidas contribuyeron financieramente a la reconstrucción de las zonas afectadas por el huracán Luis. La Oficina de Coordinación de Asuntos Humanos proporcionó 50.000 dólares en fondos de emergencia a Antigua y Barbuda, así como a las Antillas Neerlandesas, mientras que el Programa de las Naciones Unidas para el Desarrollo proporcionó otros 50.000 dólares a Barbados y las Antillas Neerlandesas. El Fondo para la Infancia también proporcionó una subvención en efectivo de 20.000 dólares a todas las islas afectadas, y la Organización para la Educación, la Ciencia y la Cultura contribuyó con 20.000 dólares a Antigua y Barbuda, 15.000 dólares a Dominica y 5.000 dólares a San Cristóbal y Nieves para la reconstrucción de escuelas. La Organización de los Estados Americanos, por su parte, proporcionó una subvención en efectivo de emergencia de 250.000 dólares a Antigua y Barbuda, Dominica y San Cristóbal y Nieves.
El Gobierno de las Bahamas proporcionó $50,000 a las zonas afectadas, mientras que el Gobierno de Canadá donó $149,253 a la Organización Panamericana de la Salud y $44,760 a la región afectada. A ellos se sumaron una donación de $150,000 del Gobierno de Japón y $15,873 del Gobierno de España. Antigua y Barbuda recibió $37,593 del Gobierno de Australia, $200,000 del Gobierno de Francia y $32,942 del Gobierno de Nueva Zelanda. El Gobierno de Alemania proporcionó $52,817 en fondos de emergencia a San Cristóbal y Nieves, mientras que el Gobierno de los Países Bajos contribuyó con $15.2 millones en fondos de emergencia y recuperación a las Antillas Neerlandesas. El Gobierno de Noruega proporcionó $50,000 en asistencia en efectivo a Antigua y Barbuda y San Cristóbal y Nieves.
Si bien la mayor parte del apoyo fue íntegramente financiero, otorgado con fondos de emergencia y recuperación, la Oficina de Ayuda Humanitaria de la Comunidad Europea proporcionó artículos de socorro, como lonas de plástico, contenedores de agua, mantas y suministros médicos básicos por un valor de 1,2 millones de dólares. El Gobierno de Jamaica desplegó equipos militares de recuperación en las regiones afectadas para ayudar en las labores de rehabilitación y limpieza.

### Isla de San Martín
El grado de devastación que dejó el huracán Luis en San Martín dejó a la isla inaccesible por aire y mar durante dos días. La tormenta dejó a 2.000 ciudadanos sin hogar y dejó a la isla prácticamente sin electricidad, agua corriente ni servicio telefónico. Cuando se reanudó el transporte, los turistas se apresuraron a tomar un vuelo chárter desde el Aeropuerto Internacional Princesa Juliana.Tanto los Países Bajos como Francia enviaron soldados y policías a sus respectivos lados de la isla, pero testigos presenciales y residentes informaron que las autoridades hicieron poco para interceder en los saqueos generalizados que siguieron al huracán.
Además de los fuertes vientos y las inundaciones, San Martín se vio afectado por una diferencia sustancial en los pronósticos de velocidad del viento medidos en el aeropuerto a nivel del mar y los medidos en viviendas a lo largo de las laderas de la isla. Las lecturas a nivel del mar mostraron vientos sostenidos de 138 km/h (86 millas por hora) y ráfagas de hasta 183 km/h (114 millas por hora), mientras que las mediciones en laderas mostraron ráfagas de entre 270 y 320 km/h (170 y 200 millas por hora). Un marinero que se había refugiado en la laguna registró una ráfaga de viento récord de 185 km/h (115 millas por hora) y una presión mínima de 965 mbar (28,5 inHg).

## Récords y distinciones

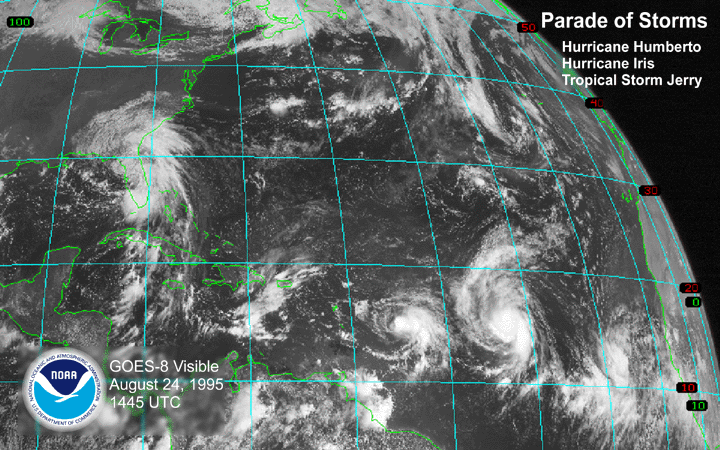
Una imagen satelital del Océano Atlántico el 24 de agosto que incluye el Humberto, Iris, la Jerry y dos olas que pronto se convertirían en Karen y Luis.

- El 29 de agosto, la tormenta tropical Luis marcó la fecha más temprana en la que se formó la duodécima tormenta nombrada de la temporada, superando el récord anterior establecido por la tormenta tropical Doce el 31 de agosto de 1933. Este récord ha sido superado desde entonces por el huracán Laura, que se intensificó hasta convertirse en tormenta tropical el 20 de agosto de 2020.
- Poco antes de convertirse en extratropical, el huracán Luis se movía a 105 km/h (65 mph), convirtiéndose en uno de los huracanes del Atlántico de más rápido movimiento en la historia registrada.[37] Con un campo de vientos con fuerza de huracán que se expandió a más de 130 millas (210 km) del centro, Luis tuvo el mayor radio de vientos con fuerza de huracán medido para un huracán del Atlántico hasta Lorenzo en 2019.[38] También fue uno de los ciclones extratropicales más intensos en cuanto a velocidad del viento. Si bien los ciclones extratropicales suelen tener vientos de entre 72 y 129 km/h (45 y 80 mph), Luis alcanzó fuertes vientos huracanados al sur de Terranova. Esto no volvería a ocurrir hasta el huracán Fiona en 2022.
- El 11 de septiembre, una ola de 30 metros (98 pies) impactó un transatlántico a causa del huracán Luis. Esta ola es la más grande jamás registrada oficialmente,[39] aunque el huracán Iván pudo haber producido una ola de hasta 40 metros (130 pies) de altura frente a las costas de México en 2004.[40]
- Desde 1950, ha habido muy pocos huracanes del Atlántico que hayan tenido un índice de Energía Ciclónica Acumulada (ACE) de más de 50. Al pasar casi catorce días como tormenta con nombre, incluidos siete días consecutivos como huracán mayor, Luis logró un valor ACE de 53,73, el más alto desde el huracán Inez en 1966. Mantuvo este récord hasta 2003, cuando el huracán Isabel registró un ACE de 63,3.

## Nombre retirado
- Debido a los graves daños y la pérdida de vidas causados por la tormenta en las Islas de Sotavento, la Organización Meteorológica Mundial (OMM) retiró el nombre Luis en la primavera de 1996 y nunca más se utilizará para un ciclón tropical del Atlántico. Fue reemplazado por Lorenzo para la temporada de 2001.[41][42]